# Ballari
Ballari (kannada: ಬಳ್ಳಾರಿ) – miasto w południowych Indiach, w stanie Karnataka, w centralnej części wyżyny Dekan. Około 360 tys. mieszkańców.
W mieście rozwinął się przemysł bawełniany oraz spożywczy.